# Zaluzianskya acrobareia
Zaluzianskya acrobareia är en flenörtsväxtart som beskrevs av O.M. Hilliard. Zaluzianskya acrobareia ingår i släktet Zaluzianskya och familjen flenörtsväxter. Inga underarter finns listade i Catalogue of Life.